# Viadanica

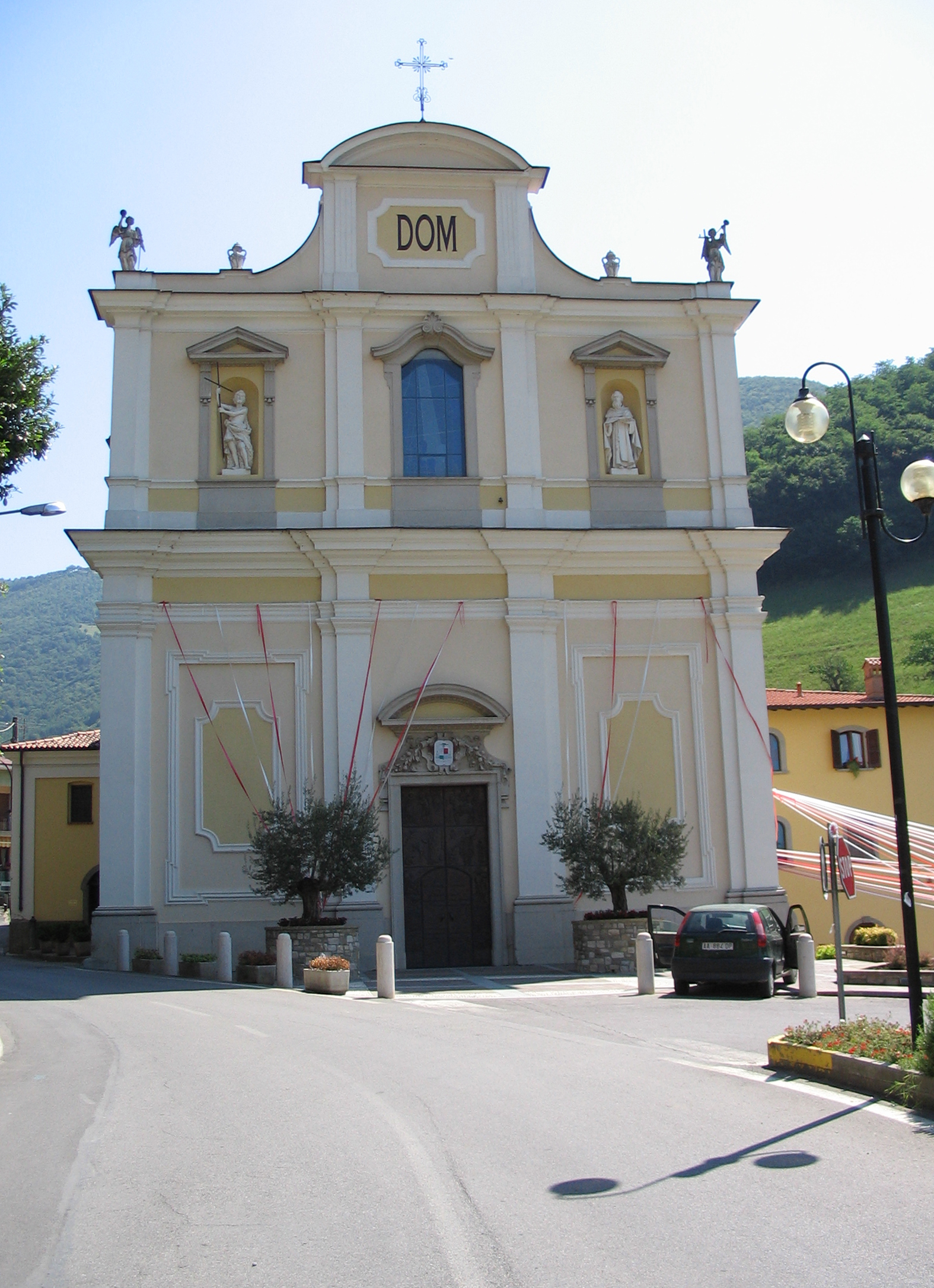
Pfarrkirche

Viadanica ist eine norditalienische Gemeinde (comune) mit 1107 Einwohnern (Stand 31. Dezember 2023) in der Provinz Bergamo in der Lombardei.
Der Ort liegt etwa 30 Kilometer östlich von der Provinzhauptstadt Bergamo entfernt. Wenige Kilometer östlich von Viadanica liegt der Lago d’Iseo.

## Geschichte
Erstmals urkundlich erwähnt wurde das Gebiet im 12. Jahrhundert, auch wenn eine frühere Besiedlung wahrscheinlich scheint.

## Sehenswürdigkeiten
- Die dem Heiligen Alexander gewidmete romanische Kirche (Chiesa di Sant’Alessandro) im Ortsteil Canzanica dürfte Fundamente aus dem 9. Jahrhundert haben.
- Die Pfarrkirche des Hl. Johannes des Täufers und des Hl. Alexander des Märtyrers (Chiesa parrocchiale di san Giovanni Battista e Sant’Alessandro martire).